# Simon Casas
Pour les articles homonymes, voir Casas.
Bernard Domb dit Simon Casas, né le 2 septembre 1947 à Nîmes (Gard), est un organisateur de corridas, apoderado, éleveur de taureaux de lidia, écrivain et ancien matador français. En 2012, il dirige les arènes de Nîmes, celles de Valence, celles de Castellón de la Plana, et depuis le 27 septembre 2016, celles de la capitale espagnole, Las Ventas de Madrid, dont il était directeur artistique depuis le 29 décembre 2011.

## Biographie

### Carrière
Simon Casas assiste à sa première corrida alors qu'il n'a que quatre ans. Le spectacle lui déplait fortement. Mais à huit ans, il se rend seul à une corrida à laquelle participe Antonio Ordóñez et en ressort fasciné et converti. Après la mort de son père, il ne se contente plus d’être spectateur mais rêve d’être un jour acteur. À douze ans, il torée sa première vachette. Trois ans plus tard, il part en Espagne afin d'apprendre à toréer « pour de vrai ».
Dans les années 1960, Simon Casas revendique la légitimité des toreros français, à une époque où l'on considérait qu’il fallait du sang espagnol pour cela. Ce n’est qu’en 1966 qu’il peut enfin enfiler l'habit de lumières. Il traverse plusieurs années difficiles, durant lesquelles il ne torée que de manière très épisodique, un « matador français » apparaissant alors comme un véritable extra-terrestre. Il est reçu en 1968 aux arènes du Plumaçon de Mont-de-Marsan avec Alain Montcouquiol (Nimeño I) dans sa lutte, recevant le soutien de 200 personnes.
Il faut noter également qu'avec Alain Moncouquiol (Niméno I) ils ont tous deux reçu en 1968 le prix de la Fondation de la Vocation créé en 1960 par M. Marcel Bleustein-Blanchet afin d'aider les jeunes lauréats à assouvir leur passion, et ce en souvenir de son père qui à l'époque lui avait laissé la faculté de "vendre des courants d'air" plutôt que de continuer dans le commerce de meuble qui s'ouvrait à lui, ces "courants d'air" lui ayant permis, après la guerre, de reconstruire l'agence Publicis.
- Première novillada sans picadors : 12 juin 1966 à Gérone (Espagne)
- Première novillada avec picadors et présentation à Madrid : 15 juillet 1967
- Alternative : Nîmes, le 16 mars 1975. Parrain : Ángel Teruel ; témoin, Paco Alcalde. Taureaux de la ganadería de Dioniso Rodríguez.

Il prend enfin l’alternative à Nîmes le 16 mai 1975, et se coupe la coleta (« prend sa retraite ») dès le lendemain, considérant qu’il ne serait jamais le grand torero qu’il souhaitait devenir.
Après sa retraite de matador, Simon Casas se reconvertit, en restant dans le milieu tauromachique : organisateur de corridas, apoderado, éleveur de taureaux. Il estime en effet avoir les capacités pour être un grand empresario. Il contacte le 5 août 1975 à Bayonne Manolo Chopera, le père d’Oscar et Pablo, pour lui proposer de travailler avec lui. Les deux hommes s’associent de 1976 à 1981.
Après avoir habité Madrid, place Marques de Pontejos, place sur laquelle il a dormi comme un SDF alors qu'il n'était encore qu'un adolescent rêvant de gloire et de lumières, il est revenu en France.
Simon Casas a managé toute la carrière de Marie Sara de torero à cheval avant d'être son associé dans l’organisation des corridas des fêtes de la Madeleine depuis 2009.
En 2010, Simon Casas est licencié par le matador Julio Aparicio Díaz après qu'il a déclaré que ce dernier ne pourrait pas se remettre psychologiquement d'une blessure après avoir été encorné par la nuque et à travers la gorge.
Le 16 septembre 2012, il organise à Nîmes la corrida « historique » au cours de laquelle le matador José Tomás coupe 11 oreilles (sur 12 possibles) à 6 taureaux, dont un gracié,,.

### Engagement politique
Il est candidat aux élections municipales de 1983, à Nîmes, contre le maire sortant communiste - Emile Jourdan - qui sera finalement battu par Jean Bousquet, le patron de Cacharel.
Il se présente ensuite sous l'étiquette du RPR aux élections législatives de 1993 dans la 2e circonscription du Gard. À l'issue de cette campagne, il manque d'argent pour se nourrir et fait une dépression pendant deux ans.
Il est encore candidat divers droite — sous le slogan de « Génération Sarkozy » — aux élections législatives de 2007 dans le Gard face à Yvan Lachaud et Françoise Dumas, faisant une campagne-éclair de quinze jours qui lui coûte 30 000 euros pour « servir le débat démocratique » et « mobiliser les cocus de l'UMP ». Récoltant 4,55 % des suffrages, il se dit « déçu, mais ni amer ni abattu ». Se revendiquant « légitimiste » et « UMP », il « s'engage avec conviction » en faveur d'Yvan Lachaud au second tour.

## Publications
- Tous toreros, Éditions Denoël (1985)
- L'Envers de la cape, Éditions Fayard (20 décembre 2007)
- Conversations au soleil, Éditions La Belle Bleue (2010)
- Taches d'encre et de sang, Éditions Au Diable Vauvert (28 mars 2013)
- La Corrida parfaite, Éditions Au Diable Vauvert (28 mars 2013)
- Générique de fin, Éditions Au Diable Vauvert (2019)